# Ніл Стівенсон
Ніл Та́ун Сті́венсон (англ. Neal Town Stephenson, 31 жовтня 1959, Форт-Мід, округ Енн-Арундел, Мериленд, США) — американський письменник, що працює з жанрами історичної прози, фантастики, зокрема посткіберпанку. Має славу одного з найудумливіших фантастів сучасної американської літератури, який досліджує у своїй творчості математичні і філософські теми, а також криптографію, історію розвитку наукової думки тощо.

## Біографія
Народився в сім'ї професора електротехніки Університету Айови і лабораторного техніка-біохіміка. Як романіст дебютував у 1984 році текстом «Велике У» (Big U), створеним у співавторстві з дядьком. Автор роману «Снігопад», 1991, який став підсумком основних досягнень та художніх відкриттів кіберпанку. В основу гострого сюжету покладена ідея вірусу Snow Crash, здатного чинити на людей згубний вплив, як в цифровій реальності, так і в біологічних формах. Заслуга Стівенсона полягає у вичерпному описі нового виду комерційної матриці у вигляді Метавсесвіту як вершини технологічного прогресу.
Лауреат премії «Х'юго» (1996). Іноді творчість Стівенсона відносять до посткіберпанку. У співавторстві ним написані два романи. Це «Інтерфейс» (Interface, 1994) і «Павутина» (Cobweb, 1996). У романі Стівенсона «Криптономикон» (Cryptonomicon, 1999) чітко спостерігаються системні ремінісценції, які неодноразово відсилають читача до роману "Веселка земного тяжіння" американського прозаїка Томаса Пінчона. В науково-фантастичному оповіданні Стівенсона «Хрускіт» у реалістично-побутовій манері, але у впізнаваній стилістиці новел Франца Кафки описані методи впливу на людину комерційної реклами та наслідки агресивного маркетингу продуктів харчування і товарів споживання.

## Творчий доробок

### Романи
- Велике У[en] (The Big U, 1984)
- Зодіак: Еко-триллер[en] (Zodiac: the Eco-thriller, 1988)
- Снігопад, 1992
- Інтерфейс[en] (у співавторстві з J. Frederick George[en], Interface, 1994)
- Діамантовий вік, або ілюстрована абетка для шляхетних дівчат (The Diamond Age: or A Young Lady's Illustrated Primer, 1995)
- Павутина[en] (у співавторстві з J. Frederick George[en], Cobweb, 1996)
- Криптономікон (Cryptonomicon, 1999)
- Ртуть (Quicksilver, 2003 — Бароковий цикл, том 1)
- Змішання (Confusion, 2004 — Бароковий цикл, том 2)
- Система світу[en] (System of The World, 2004 — Бароковий цикл, том 3)
- Анатем (Anathem, 2008)
- Монголіада[en] (The Mongoliad, 2010—2012)
- Прочитаймене[en] (Reamde, 2011)
- Сімміс (Seveneves, 2015)
- Тріумф та падіння Д.О.Д.О[en] (у співавторстві з Nicole Galland[en], The Rise and Fall of D.O.D.O.. 2017)
- Падіння; або Додж у пеклі[en] (Fall; or Dodge in Hell. 2019)
- Термінаційний шок[en] (Termination shock. 2021)

У ряді творів («Криптономікон», «Бароковий цикл», оповідання «Джі-Пі і чіп-параноїк») фігурують представники родин Вотергаус, Шафто і Комсток, які взаємодіють з відомими історичними особистостями — Ісааком Ньютоном, Робертом Гуком, Лейбніцем, королями, Аланом Тюрінгом та іншими. А також уродженці островів «Йглм» (англ. QWGHLM) і безсмертний Енох Роот. У романі «Діамантовий вік, або ілюстрована абетка для шляхетних дівчат» (1995) автор вживає термін Англосфера.

## Переклади українською
- Ніл Стівенсон. Сімміс. Переклад з англійської: Остап Українець; малюнки: Дана Вітковська. Тернопіль: НК-Богдан. 2018. 688 стор. ISBN 978-966-10-5547-5
- Ніл Стівенсон. Снігопад / пер. з англ. Остапа Українця і Катерини Дудки. Вид-во Жупанського, 2022. 432 с.